# 总统卫队 (印度)

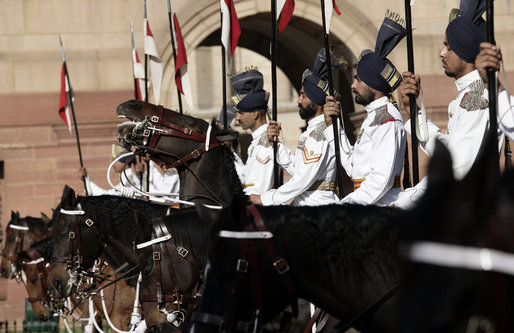
接受外国要人检阅的总统卫队。

总统卫队（President's Bodyguard），印度陆军的精锐骑兵团。它是印度陆军最高级的单位。卫队以总统府（Rashtrapati Bhavan）为基地，主要任务是保护印度总统。骑兵团为一个机动单位，在正式场合骑乘战马，在作战时使用BTR-60装甲车。骑兵团的士兵都接受伞兵训练，以引导空降攻击。

## 历史
印度第一支卫队在1773年9月30日组建。在当时，统治着比哈尔、孟加拉与印度东部海岸的不列颠东印度公司并无任何骑兵，所以决定组建两队龙骑兵、一队骠骑兵，后来成为了印度总督的卫队，在当时被称为莫卧儿部队（Troop of Moghuls）。但是，在1765年，回到印度的重整陆军的罗伯特·克莱武解散了它。再重新组建卫队，印度帝国建立后，在1858年，骑兵团更名为Viceroy's Bodyguard 。在英联邦建立后，卫队再次更名为总督卫队（Governor General's Bodyguard）。

## 今日
截止2003年，总统卫队拥有七位军官，15位士官，140位士兵，合共180人。现时的隊長是T·S·蒙迪（Mundi）上校。